# ۸۸۲ (میلادی)
۸۸۲ (میلادی) هشتصد و هشتاد و دومین سال تقویم میلادی است.

## درگذشتگان
‎